# Gregor Baumgartner
Gregor Baumgartner (Ausztria, Kapfenberg, 1979. július 13.) profi jégkorongozó.

## Karrier
Komolyabb junior karrierjét a Clarkson University egyetemi csapatában kezdte 1995-96-ban. A következő szezonban már a QMJHL-ben játszott a Laval Titanban. Az 1997-es NHL-drafton a Montréal Canadiens választotta ki a második kör 37. helyén. Utolsó junior évében a Acadie-Bathurst Titanban játszott. Az 1999-es NHL-drafton a Dallas Stars újra kiválasztotta őt de már csak az ötödik kör 156. helyén. Felnőtt pályafutását az IHL-es Michigan K-Wingben kezdte meg 1999-ben. 2000–2001-ben játszott a CHL-es Oklahoma City Blazersben, a WCHL-es Idaho Steelheadsben és az akkor még IHL-es Utah Grizzliesben. A következő szezonban a Utah Grizzlies az AHL-be került. Ebben az évben rövid időre a CHL-es Fort Worth Brahmas keretébe is beletartozott. Eddigi utolsó amerikai szezonjában az ECHL-es Pensacola Ice Pilotsban szerepelt. Ezután visszatért Ausztriába a bécsi csapatba, ahol 2006-ig játszott. 2006 óta a linzi jégkorong csapat tagja.

## Díjai
- President's-kupa: 1999
- AHL All-Star Gála: 2002
- Osztrák bajnok: 2005, 2012
- Divízió 1-es világbajnokság ezüstérem: 2012